# Homosassa, Florida
Homosassa, Florida (енгл. Homosassa) насељено је место без административног статуса у америчкој савезној држави Флорида.

## Демографија
По попису из 2010. године број становника је 2.578, што је 284 (12,4%) становника више него 2000. године.
| Група             | 2000.         | 2010.         |
| Белци             | 2.243 (97,8%) | 2.485 (96,4%) |
| Афроамериканци    | 1 (0,0%)      | 11 (0,4%)     |
| Азијати           | 1 (0,0%)      | 9 (0,3%)      |
| Хиспаноамериканци | 24 (1,0%)     | 35 (1,4%)     |
| Укупно            | 2.294         | 2.578         |